# Resurrecció de Llàtzer

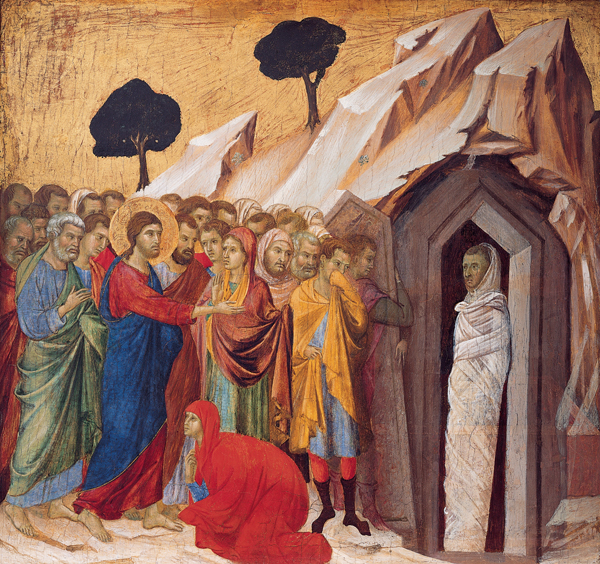
La Resurrecció de Llàtzer, de Duccio, 1310-11

La Resurrecció de Llàtzer és un dels Miracles de Jesús als Evangelis en els quals Jesús torna a la vida a Llàtzer de Betània quatre dies després del seu enterrament a Betània, prop de Jerusalem, segons es narra a Joan 11:1-44.
Els teòlegs Moloney i Harrington veuen la resurrecció de Llàtzer com un miracle fonamental que comença la cadena d'esdeveniments que condueix a la Crucifixió de Jesús. El consideren com la "resurrecció que conduirà a la mort", ja que la resurrecció de Llàtzer conduirà a la mort de Jesús, el Fill de Déu, a Jerusalem que mostrarà la Glòria de Déu.
Segons l'Evangeli de Joan, les germanes de Llàtzer informen Jesús que el seu germà estava malalt, i que estaven cercant ajuda. Però Jesús: va afirmar

"Aquesta malaltia no acabarà en mort. No, és per a la glòria de Déu, de manera que el Fill de Déu es pugui glorificar amb aquest fet."

Jesús, llavors, retarda el seu viatge durant dos dies. Els deixebles de Jesús tenen por de tornar a Judea, però Jesús els mana anar amb ell, manifestant:

"Llàtzer és mort, i per aquest motiu sóc feliç de no ser-hi allà, de manera que pugui creure." 

Quan varen arribar a Betània, Llàtzer estava mort i havia estat enterrat feia quatre dies. Marta, una de les seves germanes li diu a Jesús: "si haguessis estat aquí, el meu germà no hauria mort", però Jesús li assegura que el seu germà es tornarà a aixecar una altra vegada i manifesta:

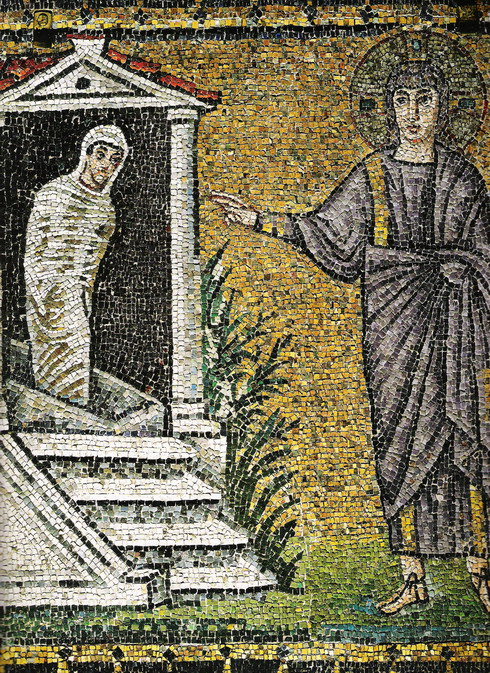
Mosaic del segle VI sobre la resurrecció de Llàtzer, basílica de Sant Apol·linar el Nou, Ravenna, Itàlia

"Sóc la resurrecció i la vida. El que creu en mi viurà, encara que mori, i qualsevol viu què creu en mi mai no morirà. Creus això"? 

Llavors deia Jesús, "¿No t'he dit que, si creus, veuràs la glòria de Déu?". Doncs aparteu la làpida. Llavors Jesús va mirar al cel dient:

"Pare, t'agraeixo que m'hagis escoltat. Ja sé que sempre m'escoltes, però ho dic per la gent que m'envolta, perquè creguin que tu m'has enviat."

Quan havia dit això, Jesús va cridar en veu alta, "Llàtzer, surt!. L'home mort es va descobrir, les seves mans i peus embolicats amb bandes de fil, i una roba al voltant de la seva cara. Els deia Jesús, "Deslligueu-lo i deixeu-lo caminar".
El miracle de la resurrecció de Llàtzer, és el clímax dels "senyals" de Joan. Explica com la multitud cercà Jesús el Diumenge de Rams, i el conduí directament a la decisió dels Caifàs i el Sanedrí varen planejar matar Jesús.

## La resurrecció de Llàtzer en l'art
- Resurrecció de Llàtzer, de Giotto, formant part de les pintures de la capella dels Scrovegni de Pàdua (1304-1306)
- Casella de la Maestà de la catedral de Siena, de Duccio di Buoninsegna (1308-1311)
- Taula de Nicolas Froment (s. XV) a la Galeria dels Uffizi de Florència
- Resurrecció de Llàtzer, de Caravaggio (1609)